# Musée de la mémoire nationale
Le musée de la mémoire nationale est un musée tunisien situé sous le monument des martyrs de Séjoumi, à proximité de Tunis.
Ouvert pour les visites organisées le 9 avril 2001, il comporte cinq programmes dont quatre audiovisuels :
- « Figures tunisiennes » : présentation de certaines étapes et figures historiques de Tunisie ;
- « Champ de batailles » : représentation du peuple debout, armes à la main et prêt à défendre son pays ;
- « Images de Tunisie » : aperçu des civilisations qui se sont succédé en Tunisie ;
- « Mouvement national » : exposition témoignant des différentes étapes du mouvement menant à l'indépendance de la Tunisie ;
- « Souviens-toi » : veillée de la mère-patrie la nuit de l'exécution de l'un de ses fils par les forces d'occupation.